# シモン・ド・ラ・ルベール

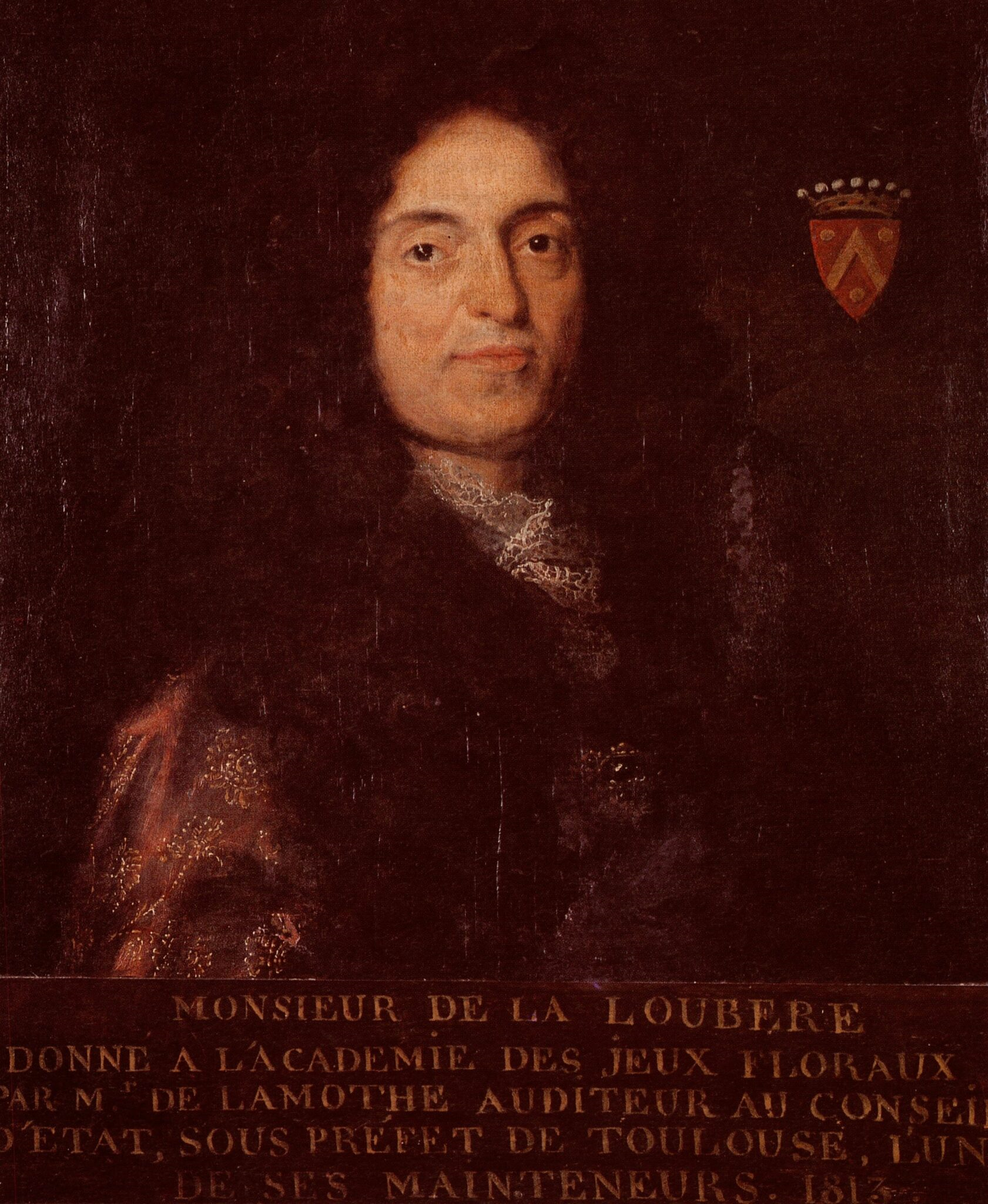
シモン・ド・ラ・ルベール

シモン・ド・ラ・ルベール（Simon de la Loubère、1642年～1729年）は17世紀のフランスの外交官。歴史書『シャム王国誌』を書いた。
トゥールーズの出身、若くしてラテン語に通じていたという。成人してからパリに上京し、1672年にフランスのスイス大使館の書記官となり、才能を認められた。
1682年、フランス東インド会社のクロード・セブレ・ドュ・ブレやギー・タシャールなどの宣教師、フランス軍を引き連れ、タイのアユタヤ王朝からやって来た高官・チャオプラヤー・コーサーパーンらと一緒にタイに渡った。その目的は東南アジアでのオランダ、イギリスに対する貿易上の優位確立や、タイの植民地化へ向けてカトリックを普及させること等であった。
その後99日間アユタヤ王朝の都アユタヤーにとどまり、プーケット島の錫の採掘権、メルギ島の割譲を含む条約を締結した。
| 前任 フランソワ・タルマン・レネ | アカデミー・フランセーズ 席次16 第4代：1693年 - 1729年 | 後任 クロード・サリエ |